# Charles B. Rosma
Charles B. Rosma (data urodzenia nieznana, przypuszczalnie zamordowany w 1843) – legendarna postać, z zawodu domokrążca, którego istnienie znane jest tylko z opowiadań, nie zostało potwierdzone w dokumentach. Również jego domniemane szczątki nie zostały do dziś zidentyfikowane. Sławę zyskał po śmierci, jako wyjątkowo aktywny duch, który za pośrednictwem sióstr Fox zapoczątkował spirytualizm w USA.

## Ostatnie dni życia
Wiadomości z tego okresu pochodzą od sióstr Fox oraz od służącej, która spotkała Rosmę. Rosma był młodym, wędrownym handlarzem, który sprzedawał różne artykuły gospodarstwa domowego. Przybył do Hydesville (stan Nowy Jork) w 1843 i zatrzymał się na kilkanaście dni w domu, zamieszkanym wówczas przez małżeństwo Bell. Prawdopodobnie nawiązał romans z panią Bell. Służąca Lukrecja Pulver została przez panią Bell wyrzucona z posady bez powodu, a następnie tydzień później znowu przyjęta przez nią do pracy. Prawdopodobnie pani Bell chciała się pozbyć ewentualnego świadka. Pulver zauważyła po powrocie, że w domu znajduje się wiele towarów Rosmy, ale myślała, iż zostały zakupione.

## Morderstwo
Duch Rosmy rzekomo powiedział, że o północy pan Bell poderżnął mu gardło, a jego ciało ukrył w piwnicy. Szkielet mężczyzny, znaleziony w 1904 w piwnicy miał zgniecione kości czaszki od uderzenia ciężkim przedmiotem. Powodem zbrodni mogła być zazdrość lub (i) chęć zysku, ponieważ Rosma miał oprócz towaru 500 dolarów. Oskarżony przez siostry Fox pan Bell zaprzeczył zbrodni i został uwolniony z braku obiektywnych dowodów winy (szczątki ludzkie znaleziono dopiero ponad 50 lat później).

## Po śmierci
Domniemany duch Rosmy zaczął przejawiać aktywność wkrótce po morderstwie. Lukrecja Pulver twierdziła, że przerażały ją liczne (trwające nieraz godzinami) dziwne dźwięki: stuki, kroki i bulgotanie, dochodzące głównie z dawnego pokoju Rosmy. Również inne osoby słyszały te hałasy. Z tej przyczyny małżeństwo Bell wkrótce wyprowadziło się z domu.
Kolejni mieszkańcy – rodzina Weekman – również twierdzili, że przerażały ich dziwne hałasy, a raz nawet zjawa mężczyzny w czarnym ubraniu. Uciążliwe zjawiska trwały przez całą dobę i wkrótce zmusiły rodzinę do wyprowadzenia się.
W 1848 do domu wprowadziła się rodzina Fox (przybyła z Kanady), która zakupiła ziemię w okolicy. Od początku ich pobytu zaczęły się tajemnicze hałasy, których przyczyna, mimo poszukiwań, pozostała nieznana. 31 marca Kate Fox zauważyła, że niewidoczny sprawca zaczął odpowiadać na opukiwanie ścian podobnym stukaniem i uznała, że jest to próba nawiązania kontaktu. Zaproponowała istocie, aby porozumiewać się stukaniem. Ku jej zdziwieniu, okazało się, że istota znała nawet dokładne daty urodzenia sióstr Fox. Zaproszeni sąsiedzi również stwierdzili, że istota znała szczegóły z ich życia. Jeden z sąsiadów, William Duesler, wymyślił rodzaj wystukiwanego alfabetu, za pomocą którego duch Rosmy wyjawił swoją historię. Za radą Lukrecji Pulver przekopano podłogę w piwnicy, ale znaleziono tylko drobny fragment kości czaszki z włosami.

## Powstanie spirytualizmu
Siostry Fox od listopada 1849 zaczęły organizować publiczne seanse wywoływania duchów i wkrótce zyskały światową sławę jako medium. Był to początek ruchu religijnego – spirytualizmu.
Przeciwnicy tego ruchu nazywali siostry Fox oszustkami (do czego się same później częściowo przyznały), ale ponad 10 lat po ich śmierci, w 1904, w ruinach ich dawnego domu, grupa bawiących się dzieci odkryła szkielet ludzki. Był pośpiesznie zamurowany za ceglaną ścianą, obok znajdowała się metalowa skrzynka, brakowało fragmentu kości czaszki. Do dziś nie wiadomo, kim był zmarły. Nie natrafiono również na nazwisko "Charles B. Rosma" w żadnych dokumentach (co nie jest jednak pewnym dowodem nieistnienia takiej osoby). 
Domniemany szkielet Rosmy przechowywany jest w ośrodku spirytualistów w Lily Dale (USA). Znajdują się tu także pozostałości domu sióstr Fox.